# Дерлиця Микола Михайлович
Мико́ла Дерлиця (23 квітня 1866, Застав'є, Тернопільська область — 14 березня 1934, Тростянець, Долинський район, Івано-Франківська область) — український письменник, етнограф, священник УГКЦ.

## Життєпис
Навчався у Тернопільській гімназії. Закінчив Львівську духовну семінарію УГКЦ. Висвячений на священника в грудні 1892 року.
Після свячень працював сотрудником на парафії в селі Заболотці Олеського деканату (1892—1894) і адміністратором парафії в селі Ходовичі Стрийського деканату (1894—1895). У 1896 році став парохом в селі Витвиця Болехівського деканату, а від 1921 року — парох села Тростянець Долинського деканату. Організував читальні, кооперативи, опікувався товариствами «Просвіта», «Сокіл» і «Відродження». У Витвиці 1908 р. відкрив за свої кошти двокласну школу і утримував її до початку першої світової війни. З його ініціативи і при його моральній та матеріальній підтримці вихідці с. Витвиця — Степан Янишівський, Павло Витвицький, С. Січко закінчили духовні семінарії, а Михайло Селешко – Празький університет. Під час війни при Болехівському деканаті о. М. Дерлиця був комісаром у справах вдів і сиріт.
Літературну діяльність почав у 90-х роках, ще навчаючись в духовній семінарії. Він писав оповідання, новели і нариси з життя селян, в яких докладно і правдиво відтворював той історичний період. Друкувався з 1900 року. Автор збірки оповідань «Композитор» (1904, Львів), повісті «Марта» (1928, Коломия), книга «Воєнний дідич. Образок із світової війни» (1928, Коломия), повісті «В Млаках» (1930), етнографічного нарису «Селянські діти» (1898).
Друкувався в журналі «Літературно-науковий вістник» і газеті «Діло».
Відомий Дерлиця і як етнограф. Йому належить етнографічний нарис «Селянські діти», в якому подав тексти колискових пісень , записаних ним у селах Західної України. 
Творчо спілкувався з Іваном Франком.
На схилі літ М. Дерлиця важко захворів. 14 березня 1934 року він помер.
Життя М. Дерлиці було нелегким, він замолоду повдовів і сам виховав чотирьох синів. Роман Дерлиця (1893 – 1962) – воював в рядах УГА, емігрував у Чехословаччину, де в Празі 1946 р. був репресований більшовицьким окупаційним режимом, засуджений на 10 років радянських таборів, після відбуття яких повернувся в Чехословаччину, де й помер. Отець Ярослав Дерлиця (1895 – 1975) – також пройшов шляхами визвольних змагань в рядах УГА, висвятився на священика, останні роки працював парохом с. Олеша Тлумацького району. Інженер Остап Дерлиця – активний культурно-просвітній та політичний діяч, член ОУН. У 1945 році замордований поляками. Місце поховання невідоме. Теофіл Дерлиця помер малою дитиною у 1911 році і похований, як і жінка М. Дерлиці, у с. Витвиці.

## Вшанування памят'і
2 червня 1991 року на Тростянецькому Будинку культури вдячні односельці відкрили меморіальну дошку о. М. Дерлиці, знайшли і упорядкували його могилу. 